# Mary Elizabeth Braddon
Mary Elizabeth Braddon  (Londres, 4 de outubro de 1835 – Richmond, 4 de fevereiro de 1915) foi uma proeminente escritora britânica. Alcançou grande sucesso em seu país e nos Estados Unidos com seu romance de 1862, Lady Audley's Secret, que foi adaptado para o teatro e para o cinema diversas vezes. 
Considerada a "rainha do sensacionalismo", Mary Elizabeth escreveu mais de 80 romances, sendo que o número exato é difícil de precisar, pois seu marido, John Maxwell, publicou alguns de seus trabalhos sob vários pseudônimos em revistas literárias. Foi autora de vários ensaios, peças de teatro, poemas e contos, em especial sobrenaturais e de horror. Foi também editora de duas revistas literárias.

## Biografia
Mary Elizabeth nasceu em Londres em 1835, ainda que em algumas biografias apareça 1837. É provável que ela tenha alterado a idade em alguns momentos conforme seu sucesso crescia. Era filha de Henry Braddon, procurador da Cornualha e Fanny White, irlandesa, mas o casal se separou quando Mary Elizabeth tinha apenas 5 anos de idade. Mary tinha mais dois irmãos, Maggie, 11 mais velha e Edward, seis anos mais novo. Por um período, a família morou em St. Leonard's-on-Sea, cidade e estância turística em Hastings, mas boa parte de sua infância foi em Londres.
Quando Mary tinha 10 anos, seu irmão Edward Braddon partiu para a Índia para trabalhar no comércio mercantil de um primo, em Calcutá. Ele depois foi voluntário nas Forças Britânicas em 1857, onde participou da ação militar na Rebelião Indiana de 1857. Em seguida foi para a Austrália, onde se tornou primeiro-ministro da Tasmânia entre 1894 e 1899.
Mary convivia com a literatura desde pequena, pois sua mãe era uma ávida leitora de Charles Dickens, William Makepeace Thackeray e Edward Bulwer-Lytton. Mas foi nos palcos que Mary começou a trabalhar aos 17 anos, com o apoio da mãe, como forma de ajudar no sustento da família. Usando o nome artístico de "Mary Seyton", ela atuava principalmente em teatros do interior entre os anos de 1852 e 1859. Por uma temporada, ela atuou nos palcos do Royal Surrey Theatre, em Londres, mas em fevereiro de 1860 Mary decidiu deixar os palcos para se tornar escritora. Por volta dessa época ela já tinha escrito The lily of Louisiana (1859).
Em 1860 sua peça The Loves of Arcadia foi montada no Strand Theatre, em Londres. No mesmo ano, seu livro Three Times Dead foi publicado e lhe foi encomendado um poema sobre os feitos de Giuseppe Garibaldi na Itália. Neste mesmo ano, ela conheceu o editor John Maxwell (1824-1895), que publicou vários de seus contos em revistas literárias, como The Cold Embrace.
A atração entre os dois foi imediata, porém Maxwell já era casado e tinha cinco filhos. Sua esposa estava internada em um manicômio na Irlanda e Mary agiu como madrasta das crianças, momento em que as fofocas se proliferam, até 1874, quando a esposa de Maxwell morreu e eles enfim puderam se casar. O casal teve outros seis filhos. A filha mais velha do casal, Fanny Margaret Maxwell (1863-1955), casou-se com o naturalista Edmund Selous em 13 de janeiro de 1886. O segundo filho mais velho foi o escritor William Babington Maxwell (1866-1939).

## Carreira
Mary escreveu prolificamente, tendo escrito até três livros por ano e foi fundadora bem como editora da popular revista literária Belgravia, publicação mensal que custava apenas um shilling, como foco nos leitores da classe trabalhadora, que pediam uma literatura de fácil acesso. A revista fez sucesso, com uma circulação que chegou a 18 mil revistas em 1868. Seu livro mais famoso, Lady Audley’s Secret, foi publicado primeiro em uma revista literária por Maxwell e depois reunido e editado em um livro de enorme sucesso, chegando a ter nove edições em um único ano. Outros livros de sucesso foram Aurora Floyd (1863), Eleanor’s Victory(1863), John Marchmont’s Legacy (1863), Henry Dunbar (1864) e The Doctor’s Wife (1864). Mesmo tendo escrito cerca de 85 livros, boa parte deles caiu hoje no ostracismo.
Seu segundo livro famoso é Aurora Floyd, publicado em três volumes em 1863. Levemente inspirado no livro de Gustave Flaubert, Madame Bovary (1857), Mary Elizabeth desafia a moralidade vitoriana e a as esferas separadas para homens e mulheres, tom crítico que permearia outros de seus trabalhos, como The Doctor's s Wife.

## Morte
Em 1891, a saúde de Maxwell começou a piorar e ele morreu em 5 de março de 1895. Mary Elizabeth viveu ainda outros vinte anos após a morte do marido, tendo escrito no mesmo ritmo de antes. Começou a publicar em jornais de grande circulação, garantindo-lhe grande popularidade entre a classe trabalhadora, ainda que nenhum trabalho seu tenha alcançado o sucesso de Lady Audley’s Secret. Entre 1912 e 1913 comprou um carro, algo caro demais para a maioria das pessoas e na eclosão da Primeira Guerra Mundial foi voluntária em hospitais com feridos de guerra.
Mary morreu devido a um AVC, em 4 de fevereiro de 1915, em Richmond, aos 79 anos. Seu último livro, Mary, foi publicado postumamente em 1916. Mary foi sepultada no cemitério de Richmond.
Na Igreja de St. Mary Magdalene, em Richmond, há uma placa memorial em seu nome e várias ruas do entorno de sua antiga residência, hoje demolida, e da igreja, levam nomes de personagens de seus romances.

## Publicações

### Livros
- Three Times Dead 1860 (republicado como The Trail of the Serpent 1861)
- The Lady Lisle 1862
- The Black Band ou The Mysteries of Midnight 1861-1862. (republicado em 1877)
- Captain of The Vulture 1861
- The Octoroon ou The Lily of Louisiana 1861-1862
- Lady Audley’s Secret 1862
- Aurora Floyd 1862
- Woman’s Revenge ou The Captain of the Guard 1862
- The White Phantom 1862-1863
- John Marchmont’s Legacy 1861. (republicado em 1863)
- The Factory Girl ou All Is Not Gold That Glitters 1863
- Eleanor’s Victory 1863
- The Outcasts 1863-4 (republicado como Henry Dunbar 1864)
- Oscar Bertrand ou Idiot of the Mountain 1863-1864
- The Doctor’s Wife 1864
- Only a Clod 1864-5
- The Banker’s Secret 1864-5. (republicado como Rupert Godwin 1867)
- Sir Jasper’s Tenant 1865
- The Lady’s Mile 1865-6
- Diavola 1866-7 (republicado como Run to Earth 1868)
- Birds of Prey 1866-67
- Circe 1867 (republicado sob o pseudônimo de ‘Babington White’ em dois volumes)
- Dead Sea Fruit 1867-8
- Charlotte’s Inheritance 1868-9
- Fenton’s Quest 1870
- The Lovels of Arden 1871-2
- Robert Ainsleigh 1872
- To the Bitter End 1872
- Strangers and Pilgrims 1872-3
- Lucius Davoren ou Publicans and Sinners 1873-4
- Taken at the Flood 1873-4
- Lost for Love 1873-4
- A Strange World 1874
- Hostages to Fortune 1874-5
- Dead Men’s Shoes 1875-6
- Joshua Haggard’s Daughter 1875-6
- Put to the Test, por Ada Buisson (editado por Mary Elizabeth Braddon), 1876
- An Open Verdict 1877
- The Cloven Foot 1878-9
- Vixen 1878-9
- Her Splendid Misery 1879-80
- Aladdin and Other Stories 1880. (livro infantil)
- Just as I Am 1880
- Asphodel 1880-1
- Le Pasteur de Marston 1881
- Mount Royal 1882
- The Golden Calf 1882-3
- Phantom Fortune 1883
- Ishmael 1884
- Wyllard’s Weird 1884-5
- Cut by the County 1885
- The Good Hermione 1886 (livro infantil publicado sob o pseudônimo de ‘Aunt Belinda’)
- Mohawks 1886-7
- One Thing Needful 1886
- Like and Unlike 1887
- The Fatal Three 1888
- The Day Will Come 1889
- Whose Was the Hand 1890 (republicado como One Life, One Love)
- The World, the Flesh, and the Devil (republicado como Gerard 1891)
- The Venetians 1892
- The Christmas Hirelings 1893. (livro infantil, republicado em 1894)
- Thou Art the Man 1894
- Sons of Fire 1895
- London Pride; or, When the World Was Younger 1895-6
- The Little Aunty 1896 (republicado como Under Love’s Rule 1897)
- A Shadowed Life 1897. (republicado como Rough Justice 1898)
- In High Places 1897-8
- His Darling Sin 1899
- The Infidel 1900
- During Her Majesty’s Pleasure 1901
- The Conflict, The People 1902
- A Lost Eden 1904
- The Rose of Life, Tit-Bits 1904
- The White House 1906
- Alias Jane Brown 1906 (republicado como Dead Love Has Chains 1907)
- Her Convict 1907
- Our Adversary 1909
- Beyond These Voices 1910
- The Green Curtain 1911
- Miranda 1913
- Mary 1916

### Contos
- ‘Captain Thomas’, Welcome Guest, 1860
- ‘The Cold Embrace’, Welcome Guest, 1860
- ‘My Daughters’, Welcome Guest, 1860
- ‘My First Happy Christmas’, Welcome Guest, 1861
- ‘Samuel Lowgood’s Revenge’, Welcome Guest, 1861
- ‘The Lawyer’s Secret’, Welcome Guest, 2, 9, 1861
- ‘Ralph, the Bailiff’, St. James’s Magazine, 1861
- ‘The Mystery of Fernwood’, Temple Bar, 1861
- ‘Lost and Found’, London Journal, 1864
- ‘At Daggers Drawn’, Belgravia, 1867
- ‘Eveline’s Visitant: A Ghost Story’, Belgravia, 1867
- ‘How I Heard My Own Will Read’, Belgravia, 1867
- ‘Found in the Muniment Chest’, Belgravia Christmas Annual, 1867
- ‘Dorothy’s Rival’, Belgravia Christmas Annual, 1867
- ‘A Great Ball and a Great Bear’, Belgravia,  1868
- ‘The Mudie Classics, No 1. Sir Alk Meyonn, or the Seven against the Elector’, Belgravia, 1868
- ‘Christmas in Possession’, Belgravia Christmas Annual, 1868
- ‘My Wife’s Promise’, Belgravia Christmas Annual, 1868
- ‘The True Story of Don Juan’, Belgravia Christmas Annual, 1868
- ‘My Unlucky Friend’, Belgravia, 1869
- ‘A Very Narrow Escape’, Belgravia, 1869
- ‘Sir Philip’s Wooing’, Belgravia Christmas Annual, 1869
- ‘The Scene Painter’s Wife’, Belgravia Christmas Annual, 1869
- ‘Levinson’s Victim’, Belgravia, 1870
- ‘Mr. And Mrs. De Fontenoy’, Belgravia, 1870
- ‘The Splendid Stranger’, Belgravia, 1870
- ‘On the Brink’, Belgravia, 1870
- ‘The Sins of the Fathers’, Belgravia, 1870
- ‘John Granger: A Ghost Story’, Belgravia Christmas Annual, 1870
- ‘Too Bright to Last’, Belgravia Christmas Annual, 1870
- ‘The Zoophyte’s Revenge’, The Summer Tourist, 1871
- ‘At Chrighton Abbey’, Belgravia, 1871
- ‘Hugh Damer’s Last Ledger’, The Illustrated Newspaper, 1871
- ‘In Great Waters’, Belgravia, August 1871
- ‘Old Rutherford Hall’, Belgravia Christmas Annual, 1871
- ‘The Dreaded Guest’, Belgravia Christmas Annual, 1871
- ‘Colonel Benyon’s Entanglement’, Belgravia, 1872
- ‘Three Times’, Belgravia Christmas Annual, 1872
- ‘A Good Hater’, Belgravia Christmas Annual, 1872
- ‘Prince Ramji Rowdedow’, Belgravia Christmas Annual, 1873
- ‘Sir Hanbury’s Bequest’, Belgravia Christmas Annual, 1874
- ‘Sir Luke’s Return’, Belgravia Christmas Annual, 1875
- ‘Sebastian’, Belgravia Holiday No, 1876
- ‘Weavers and Weft’, Boston Weekly Journal and District News, 1876
- ‘Her Last Appearance’, Belgravia Christmas Annual, 1876
- ‘The Clown’s Quest’, Harper’s Bazaar, 1878
- ‘Dr. Carrick’, All the Year Round, 1878
- ‘George Caulfield’s Journey’, Mistletoe Bough, 1879
- ‘The Shadow in the Corner’, All the Year Round, 1879
- ‘If She Be Not Fair to Me’, Mistletoe Bough, 1880
- ‘His Secret’, Mistletoe Bough, 1881
- ‘Flower and Weed’, Mistletoe Bough, 1882
- ‘Under the Red Flag’, Mistletoe Bough, 1883
- ‘Thou Art the Man’, Flower and Weed & Other Tales, 1884
- ‘Across the Footlights’, Mistletoe Bough, 1884
- ‘The Little Woman in Black’, Mistletoe Bough, 1885
- ‘Stapylton’s Plot’, Mistletoe Bough, 1887
- ‘It is Easier for a Camel’, Mistletoe Bough, 1888
- ‘One Fatal Moment’, Mistletoe Bough, 1889
- ‘My Dream’, Mistletoe Bough, 1889
- ‘If There Be Any of You’, Mistletoe Bough, 1889
- ‘His Oldest Friends’, Mistletoe Bough, 1890
- ‘The Ghost’s Name’, Mistletoe Bough, 1891
- ‘The Island of Old Faces’, Mistletoe Bough, 1892
- ‘All Along to River’, Manchester Times, 1893
- ‘Does Anything Matter’ 1893
- ‘A Modern Confessor’, Pall Mall Magazine, 1893
- ‘The Dulminster Dynamiter’, Pall Mall Magazine, 1893
- ‘Drifting’, To-Day A Weekly Magazine-Journal, 1893
- ‘The Higher Life’, Tales for the Homes, 1907 (escrito em 1894)
- Simplicity’, To-Day A Weekly Magazine-Journal, 1894
- ‘His Good Fairy’, The Illustrated London News, Summer Number, 1894
- ‘Herself’, Sheffield Weekly Telegraph Christmas No, 1894
- ‘Where Many Footsteps Pass’, Christmas No of the Lady’s Pictorial, 1896
- ‘The Honourable Jack’, 1895
- ‘The Good Lady Ducayne’, Strand Magazine, 1896
- ‘Poor Uncle Jacob’, Bolton Journal and Guardian, 1896
- ‘Wild Justice’, Bolton Journal and Guardian, 1896
- ‘Theodora’s Temptation’, The Englishwoman,  1896 (republicado como ‘The Doll’s Tragedy no Leigh Journal and Times, 1898)
- ‘The Winning Sequence’, Lloyd’s Weekly Newspaper, 1896
- ‘In the Nick of Time’, The Christmas Tree, Downey’s Annual, 1898
- ‘As the Heart Knoweth’, T.P’s Weekly, 1903
- ‘For His Son’s Sake’, Cassell’s Magazine, 1905
- ‘The Cock of Bowkers’, London Magazine, 1906

### Coletâneas com seus contos
- Ralph the Bailiff (1862)
- Milly Darrell (1873)
- Weavers and Weft (1877)
- My Sister's Confession (1879)
- The Cold Embrace and Other Ghost Stories (2000)
- The Fatal Marriage (2000)
- One Fatal Moment (2001)
- At Chrighton Abbey and Other Horror Stories (2002)
- The Valancourt Book of Horror Stories: Volume Two (2017)

### Peças de teatro
- Loves of Arcadia 1860
- The Model Husband (encenada em 1868)
- Griselda 1873
- The Missing Witness 1880 (encenada em 1874)
- Marjorie Daw 1881
- Married Beneath Him 1882
- The Dross; or, the Root of All Evil 1882
- For Better or Worse 1890
- A Life Interest 1893